# فرودگاه تریودوس
فرودگاه تریودوس  (به انگلیسی: Triodos Airport) (به زبان بومی: Αεροδρόμιο/Μοντελοδρόμιο Τριόδου) یک فرودگاه همگانی باربری است که یک باند فرود آسفالت دارد و طول باند آن ۱۲۰۰ متر است. این فرودگاه در کشور یونان قرار دارد و در ارتفاع ۱۱ متری از سطح دریا واقع شده است.